# Roca Escorxada
La Roca Escorxada  és una muntanya de 1.911 metres que es troba al municipi de Bellver de Cerdanya, a la comarca de la Baixa Cerdanya.